# Сърпоклюн
Сърпоклюнът (Ibidorhyncha struthersii) е вид средноголяма птица, единствен представител на род сърпоклюни (Ibidorhyncha) и семейство сърпоклюнови (Ibidorhynchidae).
Разпространени са в каменистите поречия в Хималаите и високите плата на Централна Азия северно от тях. Достигат дължина 38 – 41 сантиметра и маса 270 – 320 грама и имат характерен извит клюн с дължина 68 – 82 милиметра. Хранят се главно с различни безгръбначни и дребни риби, които търсят, ровейки с клюна си в баластрата на речното дъно и по брега.